# Rewolwer M1917
Rewolwer M1917 – sześciostrzałowy rewolwer kalibru .45 ACP, przyjęty na wyposażenie Armii Stanów Zjednoczonych w 1917 roku jako uzupełnienie standardowego pistoletu Colt M1911 podczas I wojny światowej. Istniały dwie odmiany rewolweru M1917, jedna produkowana przez Colta, a druga przez firmę Smith & Wesson. Obie używały unikalnych ładowników księżycowych, ponieważ rewolwery zostały standardowo zaprojektowane do strzelania nabojami z kryzą wystającą, podczas gdy naboje .45 ACP miały kryzę zwykłą do użytku w pistolecie M1911 zasilanym z magazynka.
Po I wojnie światowej rewolwery te zyskały dużą popularność wśród strzelców cywilnych. Opracowano również komercyjny nabój z kryzą wystającą, .45 Auto Rim, dzięki czemu późniejsze rewolwery M1917 mogły być już ładowane bez użycia ładowników księżycowych.

## Historia

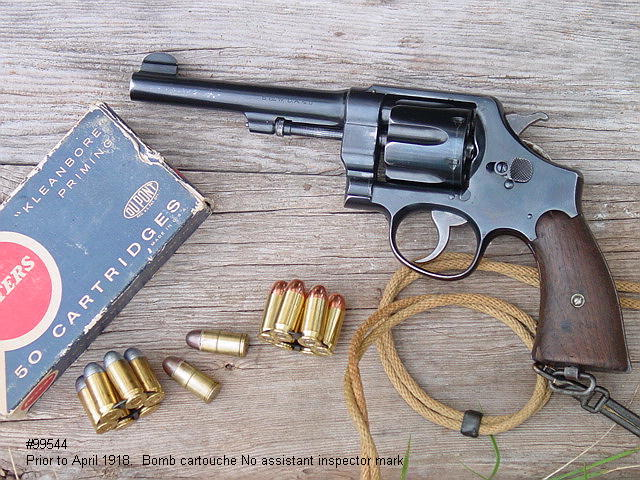
Smith & Wesson 1917 z ładownikami księżycowymi i dwoma wkładami do obręczy automatycznych

Podczas I wojny światowej wiele amerykańskich cywilnych firm zbrojeniowych, w tym Colt i Remington, produkowało pistolety M1911 w ramach kontraktu dla armii amerykańskiej, ale nawet przy dodatkowej produkcji brakowało etatowej broni bocznej. Rozwiązanie tymczasowe polegało na poproszeniu firm Colt oraz Smith & Wesson, dwóch głównych amerykańskich producentów rewolwerów w tamtym czasie, o dostosowanie ich cywilnych rewolwerów do standardowego naboju pistoletowego .45 ACP. W rewolwerach obu firm zastosowano ładowniki w kształcie półksiężyca do rozmieszczenia nabojów z kryzą zwykłą .45 ACP. Syn Daniela Wessona, Joseph Wesson, wynalazł i opatentował ładownik księżycowy, który został przyznany firmie Smith & Wesson, ale na prośbę armii pozwoliła ona Coltowi na bezpłatne wykorzystanie tego projektu również we własnej wersji rewolweru M1917.

### Model Smith & Wesson

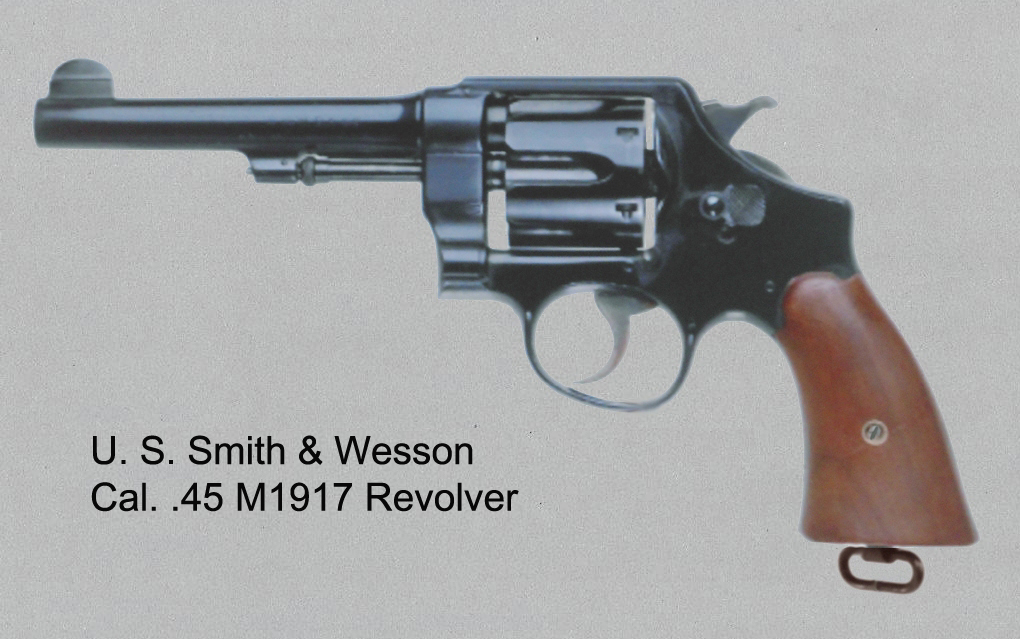
Rewolwer Smith & Wesson M1917

Smith & Wesson Model 1917 jest zasadniczo adaptacją drugiego modelu rewolweru .44 Hand Ejector tej samej firmy, z komorą przystosowaną do ładowania nabojami .45 ACP i wykorzystującą skrócony cylinder oraz z dodanym pierścieniem do zamocowania smyczy pod rękojeścią.
S&W M1917 różni się od Colta M1917 tym, że cylinder w wersji Smith & Wesson ma obrobione ramię, które pozwala na umieszczenie nabojów z kryzą zwykłą .45 ACP w otworze łuski (tak jak ma to miejsce w broni półautomatycznej). W ten sposób S&W M1917 może być używany bez ładowników półksiężycowych, chociaż puste łuski po nabojach .45 ACP należy wyrzucać ręcznie przez czoło cylindra, ponieważ nie da się tego zrobić za pomocą wyciągu.

### Model Colta

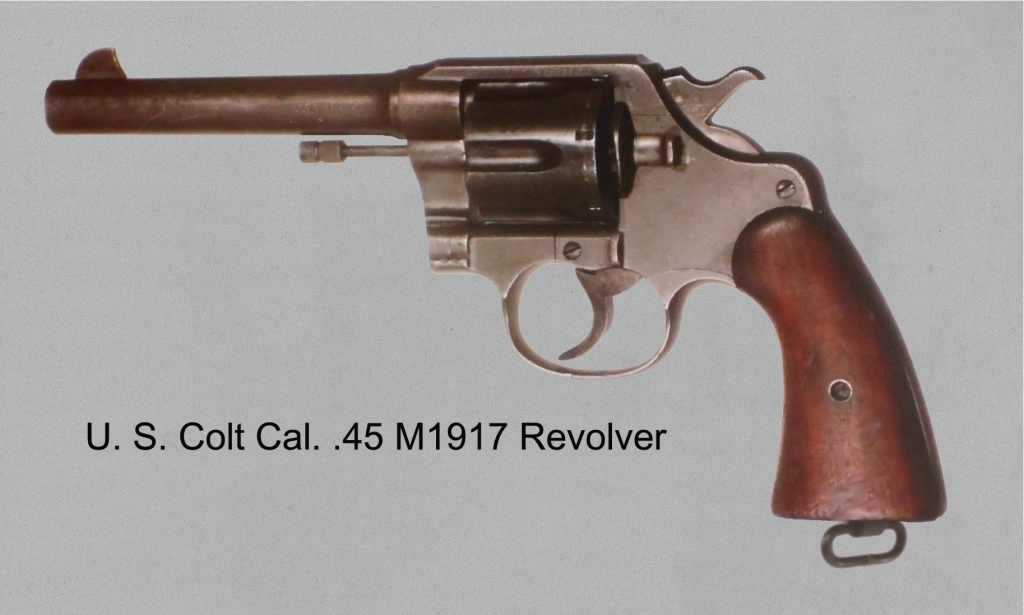
Rewolwer Colt M1917

Colt wcześniej produkował już wersję swojego rewolweru New Service kalibru .45 Long Colt, oznaczoną M1909, aby zastąpić rewolwery Colt M1892 kalibru .38 Long Colt, które wykazały jednak niewystarczającą siłę rażenia podczas wojny filipińsko-amerykańskiej. Rewolwer Colt M1917 był zasadniczo taki sam jak M1909, ale miał cylinder wywiercony na nabój .45 ACP i ładowniki półksiężycowe do utrzymywania nabojów z kryzą zwykłą. We wczesnych rewolwerach Colta próba strzelania amunicją .45 ACP bez ładowników półksiężycowych była w najlepszym wypadku zawodna, ponieważ nabój mógł wsunąć się do cylindra i oddalić od iglicy. Późniejsze rewolwery Colt M1917 miały rozstaw głowicy wykonany w komorach cylindrów, tak jak w rewolwerach Smith & Wesson M1917 od samego początku. Z nowszych egzemplarzy Colta można było strzelać bez ładowników półksiężycowych, ale puste łuski trzeba było wyrzucać za pomocą narzędzia takiego jak wycior lub ołówek, ponieważ ekstraktor cylindra i wyrzutnik przechodziły przez krawędź nabojów z kryzą zwykłą. Twórca i pisarz zajmujący się bronią palną, Elmer Keith, uznał model Colta za „szorstko wykończony” i ogólnie nie tak dobrze wykonany jak wersja Smith & Wesson.

## Służba

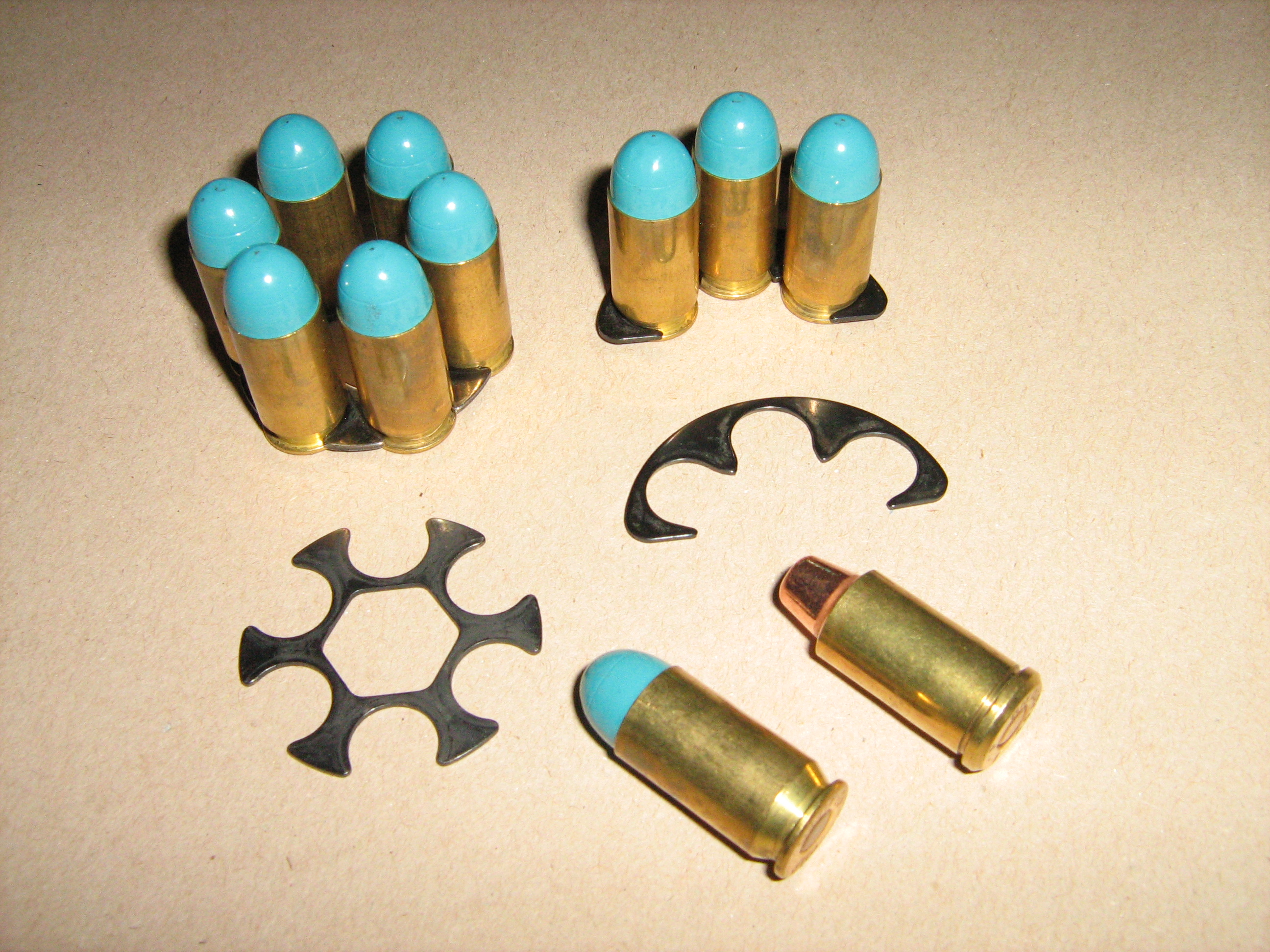
Ładownik pełnoksiężycowy (po lewej) i półksiężycowy (po prawej) z nabojami .45 ACP i jednym nabojem .45 Auto Rim

Od 1917 do 1919 roku firmy Colt i Smith & Wesson wyprodukowały odpowiednio 151 700 i 153 300 rewolwerów M1917 w ramach kontraktu z Departamentem Wojny do użytku przez Amerykańskie Siły Ekspedycyjne. Rewolwer był szeroko używany przez „Doughboys” podczas I wojny światowej, a jego produkcja podczas wojny osiągnęła prawie dwie trzecie liczby wyprodukowanych w tym czasie pistoletów M1911.
Służba M1917 nie zakończyła się wraz z zakończeniem I wojny światowej. W listopadzie 1940 roku Korpus Uzbrojenia Armii odnotował w rezerwie łącznie 96 530 wersji Colta i 91 590 wersji S&W M1917. Po parkeryzacji i renowacji większość rewolwerów została ponownie wydana żołnierzom, głównie siłom bezpieczeństwa i żandarmerii, ale 20 993 z nich wydano walczącym za granicą „formacjom specjalistycznym, takim jak czołgiści i personel artylerii” na cały okres zaangażowania Stanów Zjednoczonych w II wojnę światową. Podczas wojny koreańskiej wydano je ponownie w celu wsparcia wojsk. M1917 były używane jeszcze przez „szczury tunelowe” podczas wojny w Wietnamie. W sumie oba warianty tego rewolweru służyły w Siłach Zbrojnych USA przez ponad pięćdziesiąt lat.
Armia brytyjska przyjęła go na uzbrojenie podczas I wojny światowej, a Home Guard i Royal Navy używały go jeszcze w czasie II wojny światowej.
M1917 był popularny także na rynku cywilnym i policyjnym. Niektóre trafiały tam w ramach wyprzedaży nadwyżki wojskowej, ale wciąż produkowano nowe egzemplarze. Smith & Wesson utrzymał swoją wersję w produkcji dla sprzedaży cywilnej i policyjnej, dopóki nie zastąpił go swoim autorskim Smith & Wesson Model 22 w 1950 roku.

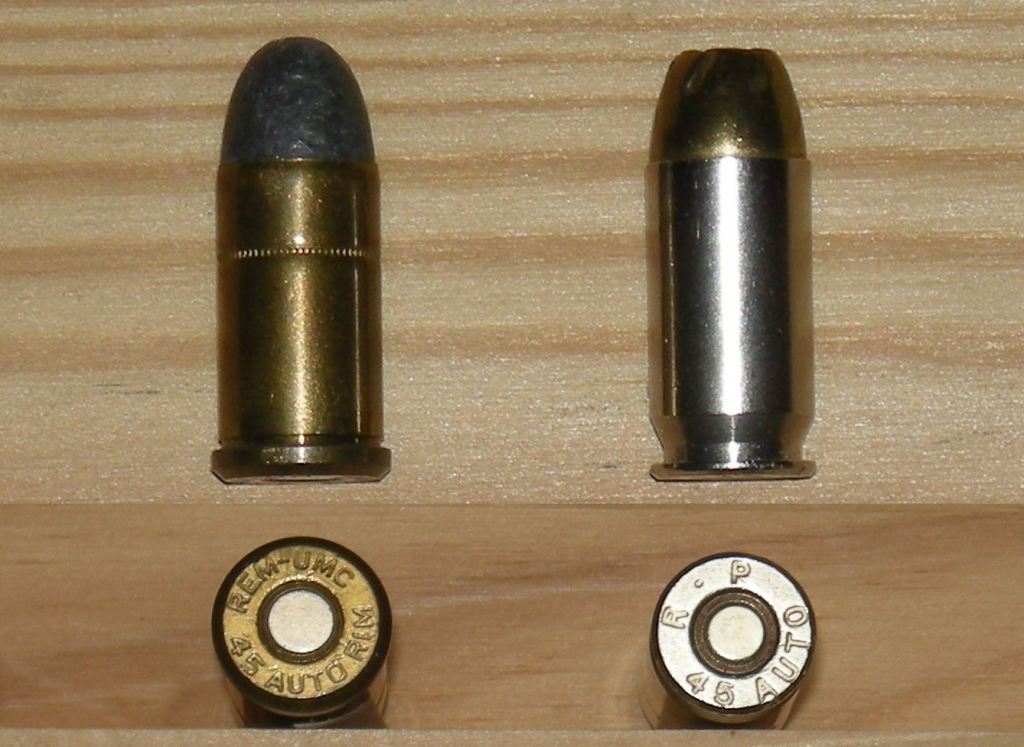
Nabój .45 Auto Rim (po lewej) i nabój .45 ACP (po prawej)

Po wojnie Naomi Alan, inżynier zatrudniona przez Smith & Wesson, opracowała 6-nabojowy ładownik księżycowy. Jednak wielu strzelców cywilnych nie lubiło używać tego rodzaju ładowników. Chociaż pozwalają one na bardzo szybkie przeładowanie M1917, to ich ładowanie i rozładowywanie jest żmudne, a wygięte ładowniki mogą zakleszczyć cylinder i spowodować zacięcia . Z tych powodów w 1920 roku firma Peters zajmująca się produkcją amunicji wprowadziła nabój .45 Auto Rim. Ta wersja .45 ACP z kryzą wystającą pozwoliła obu wersjom rewolweru na niezawodne strzelanie bez ładowników. Pod koniec lat pięćdziesiątych i sześćdziesiątych modele zarówno Colta, jak i Smith & Wesson 1917 były dostępne w sprzedaży wysyłkowej po okazyjnych cenach.
W 1937 roku Brazylia zamówiła 25 000 egzemplarzy Smith & Wesson M1917 dla swojej armii. Można je rozpoznać po dużym brazylijskim godle wytłoczonym na ich rękojeściach. Czasami określa się je jako M1937, Modelo 1937 lub brazylijski kontraktowy M1917. Zmieniono przyrządy celownicze, dodano napis Made in USA na lewej części rękojeści, a większość z nich była wyposażona w chropowate uchwyty jak rewolwery produkowane na rynek cywilny (choć w niektórych zastosowano gładkie uchwyty pozostałe po kontrakcie ze Stanami Zjednoczonymi). Rewolwery Modelo 1937 były wysyłane do Brazylii do 1946 roku i od tego czasu niektóre nadwyżki zostały zwrócone do Stanów Zjednoczonych z przeznaczeniem do sprzedaży komercyjnej.

## Użytkownicy
- Brazylia – zamówiony na podstawie kontraktu ze Smith & Wesson przez brazylijską armię w 1937 roku[14]
- Chiny[15]
- Francja – w ramach programu Lend-Lease
- Haiti – używany przez policję i prawdopodobnie inne jednostki, z resztek zapasów przekazanych w ramach Lend-Lease lub późniejszych zakupów nadwyżek broni po II wojnie światowej[16]
- Filipiny[17]
- Wielka Brytania[9]
- Stany Zjednoczone – używany przez Armię Stanów Zjednoczonych i Korpus Piechoty Morskiej Stanów Zjednoczonych (patrz wyżej)[12], a także Siły Zbrojne USA i MACV-SOG[17] podczas wojny w Wietnamie
- Wietnam Południowy[18]